# Génération Sampo
Génération Sampo (hangeul : 삼포세대 ; hanja : 三抛世代 ; romanisation : sampo sedae ; en anglais : Three giving-up generation) est un néologisme originé en Corée du Sud désignant une génération qui renonce aux trois choses: les fiançailles, le mariage et la procréation.

## Origine du terme
Le terme fut créé par le quotidien Kyunghyang Shinmun dans un article de 2011.

## Génération N-po
La Génération Sampo n'est en fait qu'une des manifestations sociales parmi celles associées à l'abandon des aspects qui conforment la vie au sein de la société sud-coréenne. Dans la même logique que le sampo seade (ou « 3po seade »), la liste peut continuer ainsi :
| Nom                                                           | Signification                    | Numéro | Valeur renoncée  |
| ------------------------------------------------------------- | -------------------------------- | ------ | ---------------- |
| Sampo sedae (Génération Sampo)                                | Renonce triple                   | 1      | Fiançailles      |
| Sampo sedae (Génération Sampo)                                | Renonce triple                   | 2      | Mariage          |
| Sampo sedae (Génération Sampo)                                | Renonce triple                   | 3      | Enfants          |
| Opo sedae (Génération Opo)                                    | Renonce quintuple                | 4      | Travail          |
| Opo sedae (Génération Opo)                                    | Renonce quintuple                | 5      | Propriété        |
| Chilpo sedae (Génération Chilpo)                              | Renonce septuple                 | 6      | Socialisation    |
| Chilpo sedae (Génération Chilpo)                              | Renonce septuple                 | 7      | Espoir           |
| Gupo sedae (Génération Gupo)                                  | Renonce nonuple                  | 8      | Santé            |
| Gupo sedae (Génération Gupo)                                  | Renonce nonuple                  | 9      | Image corporelle |
| Sippo sedae (Génération Sippo) Wanpo sedae (Génération Wanpo) | Renonce décuple Renonce complète | 10     | Vie              |